# オビテンスモドキ
オビテンスモドキ (学名：Novaculichthys taeniourus) は、ベラ科に分類される魚類の一種。オビテンスモドキ属は本種のみが分類される単型属である。インド太平洋に広く分布し、岩礁やサンゴ礁に生息する。成魚と幼魚で外見が大きく異なり、幼魚は海藻に擬態している。

## 分類と名称
1801年にフランスの博物学者であるベルナール・ジェルマン・ド・ラセペードによって、Labrus taeniourus として記載され、タイプ産地はマダガスカルであった。オビテンスモドキ属は1862年にオランダの魚類学者であるピーター・ブリーカーによって、オビテンスモドキのみを含む単型属として設立された。
属名は「カミソリの魚」を意味するが、現在はテンス属のシノニムとなった Novacula に由来していると考えられる。種小名は「帯のある尾」を意味し、尾鰭基部の白い帯に由来する。carpet wrasse、dragon wrasse、bar-cheeked wrasse、olive-scribbled wrasse、reindeer wrasseと言った英名がある。

### シノニム
以下のシノニムが知られている。
- 属
  - Malacocentrus T. N. Gill, 1862
  - Dimalacocentrus T. N. Gill, 1863
  - Semachlorella Fowler & B. A. Bean, 1928

- 種
  - Labrus taeniourus Lacépède, 1801
  - Hemipteronotus taeniourus (Lacépède, 1801)
  - Julis bifer Lay & E. T. Bennett, 1839
  - Novaculichthys bifer (Lay & E. T. Bennett, 1839)

## 分布
紅海および東アフリカから、東太平洋のガラパゴス諸島およびパナマまで、北は南日本およびハワイ諸島から、南はロード・ハウ島まで、インド太平洋の熱帯および亜熱帯海域に広く分布する。日本国内では、八丈島、小笠原諸島、和歌山県串本町、高知県柏島、屋久島、琉球列島、尖閣諸島に分布する。幼魚のみの場合、神奈川県早川でも見られる。また、死滅回遊魚として、南日本のかなり広い地域の太平洋岸で見られる。国外では台湾、東沙群島、西沙諸島、南沙諸島にも分布する。

## 形態
全長は通常20cm程度だが、最大で30cmに達する。側線は不連続。臀鰭軟条は背鰭軟条より長い。背鰭は9棘12-13軟条から、臀鰭は3棘12-13軟条から成る。成魚は頭部が白色で、尾鰭基部には幅の広い白色横帯がある。成魚の雌は黒っぽく、体側は鱗列に対応した白色斑列があり、網目状を呈す。眼の後ろに斜め上方と下方に向かう2本ずつの放射状黒色線がある。成魚の雄は頭部に黒色線がなく、胸鰭基部に小さい黄色斑、その後方により大きい黒色斑がある。幼魚は全身が赤く、白い斑点が全身にある。背鰭の第1・2棘が顕著に長く赤褐色。背鰭、体側、腹鰭にかけて紅色の横帯が3本入る。この横帯が紅藻によく似ているため、海藻の切れ端のような外観になる。全身が緑色で、背鰭の第1・2棘が緑色、3本の横帯は濃い緑色の個体もいる。このような個体は緑藻に擬態していると思われる。

## 生態
岩礁やサンゴ礁周辺の潮通しのよい転石砂底や砂礫底に生息する。縄張り意識が強く、つがいで泳ぎ回る。礫をひっくり返して底生動物を探索し、軟体動物や棘皮動物、甲殻類など、無脊椎動物を捕食する。夜はサンゴ片を運んで寝床をつくり、その下に潜る。英名の「Rockmover wrasse（石を動かすベラ）」は、この行動に由来する。幼魚は頭を水底に向けてヒラヒラ漂うような、特徴のある泳ぎ方をする。これは海藻に擬態するためであると考えられている。卵生であり、繁殖期ごとに別のつがいと繁殖する。

## 人との関わり
食用として流通することは少なく、地元で消費される程度である。観賞魚として飼育されることもある。

## ギャラリー

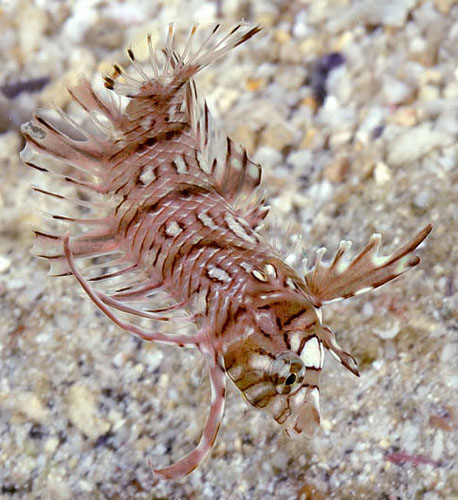
赤色の幼魚
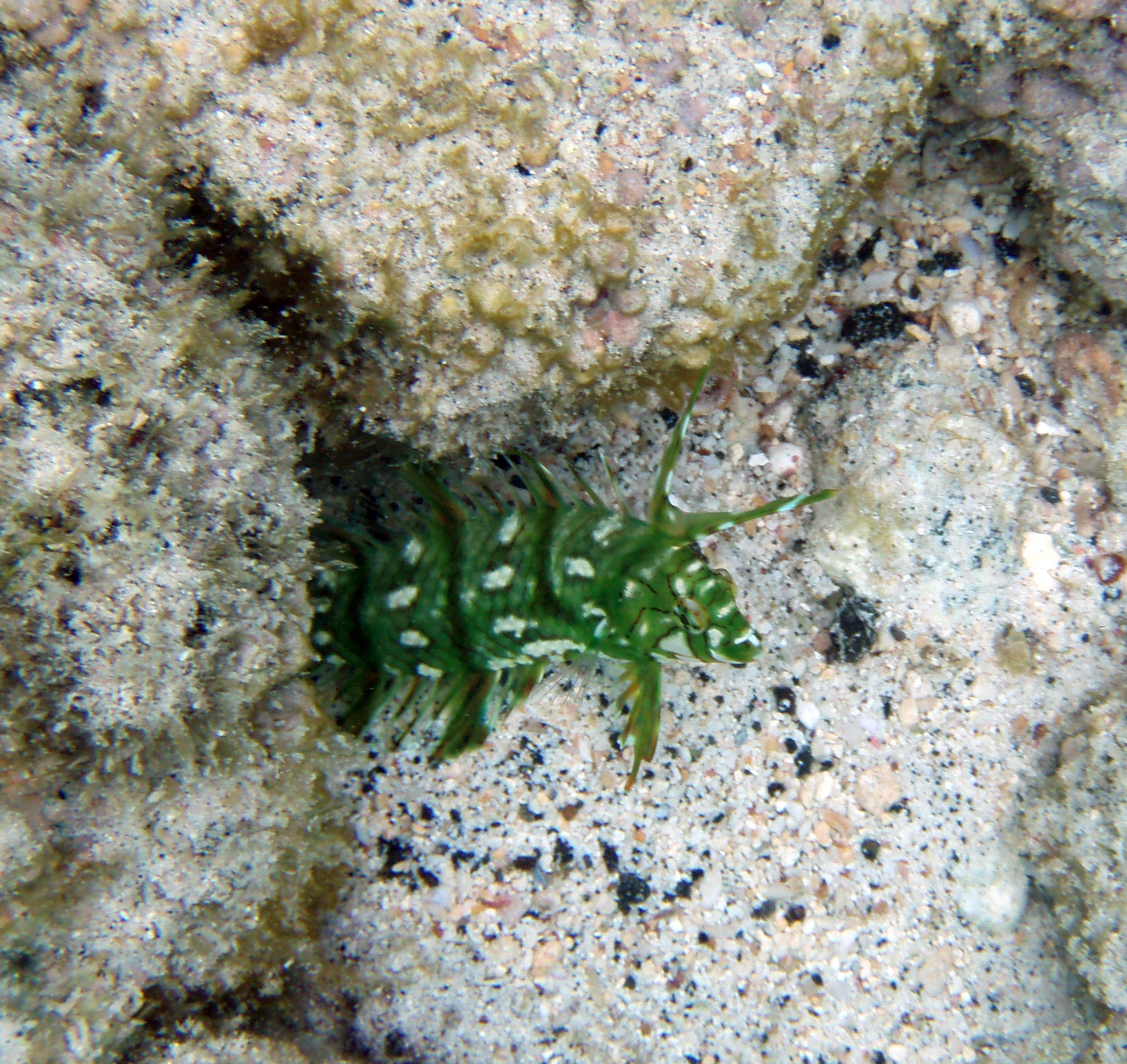
緑色の幼魚
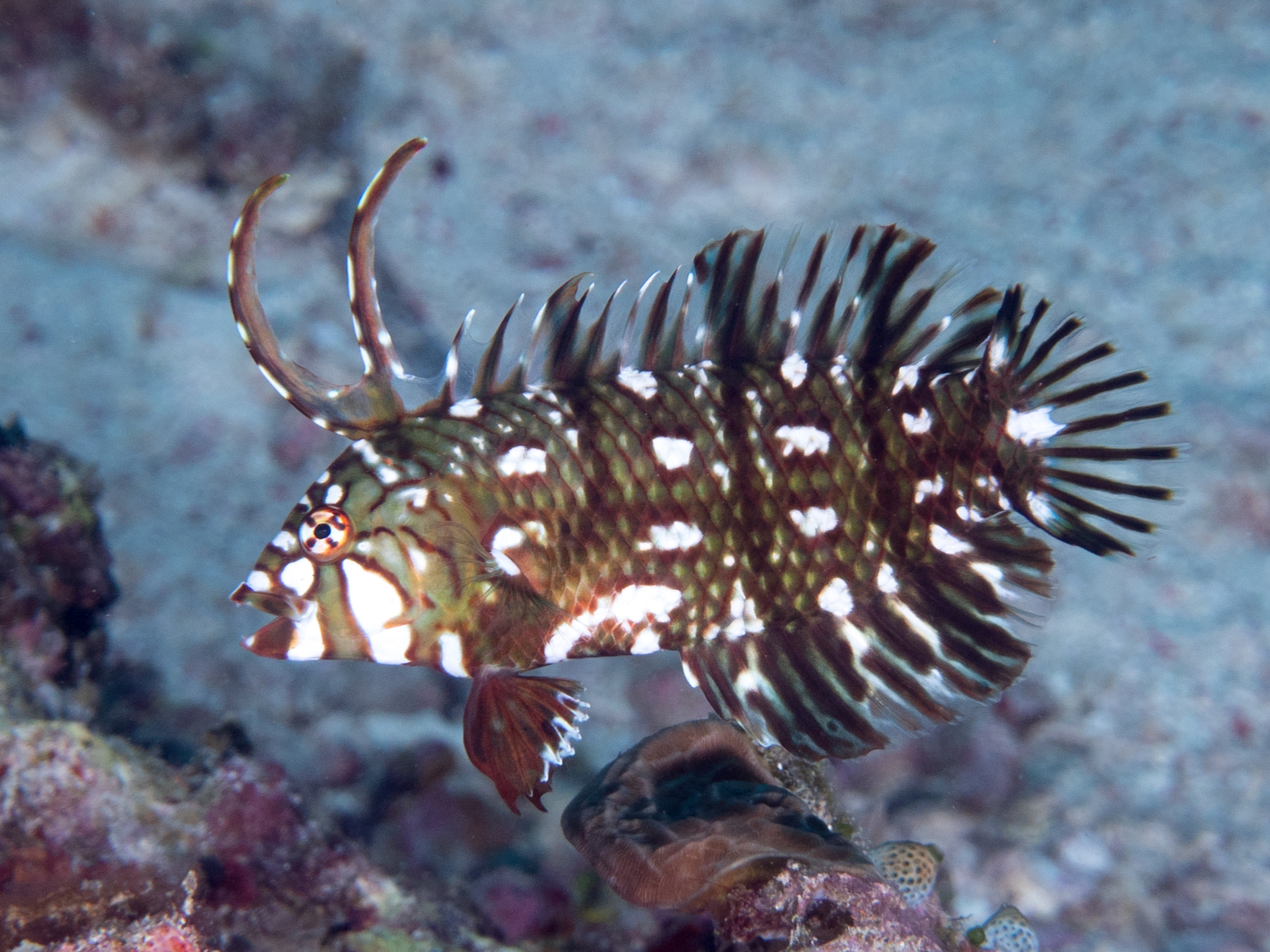
若魚
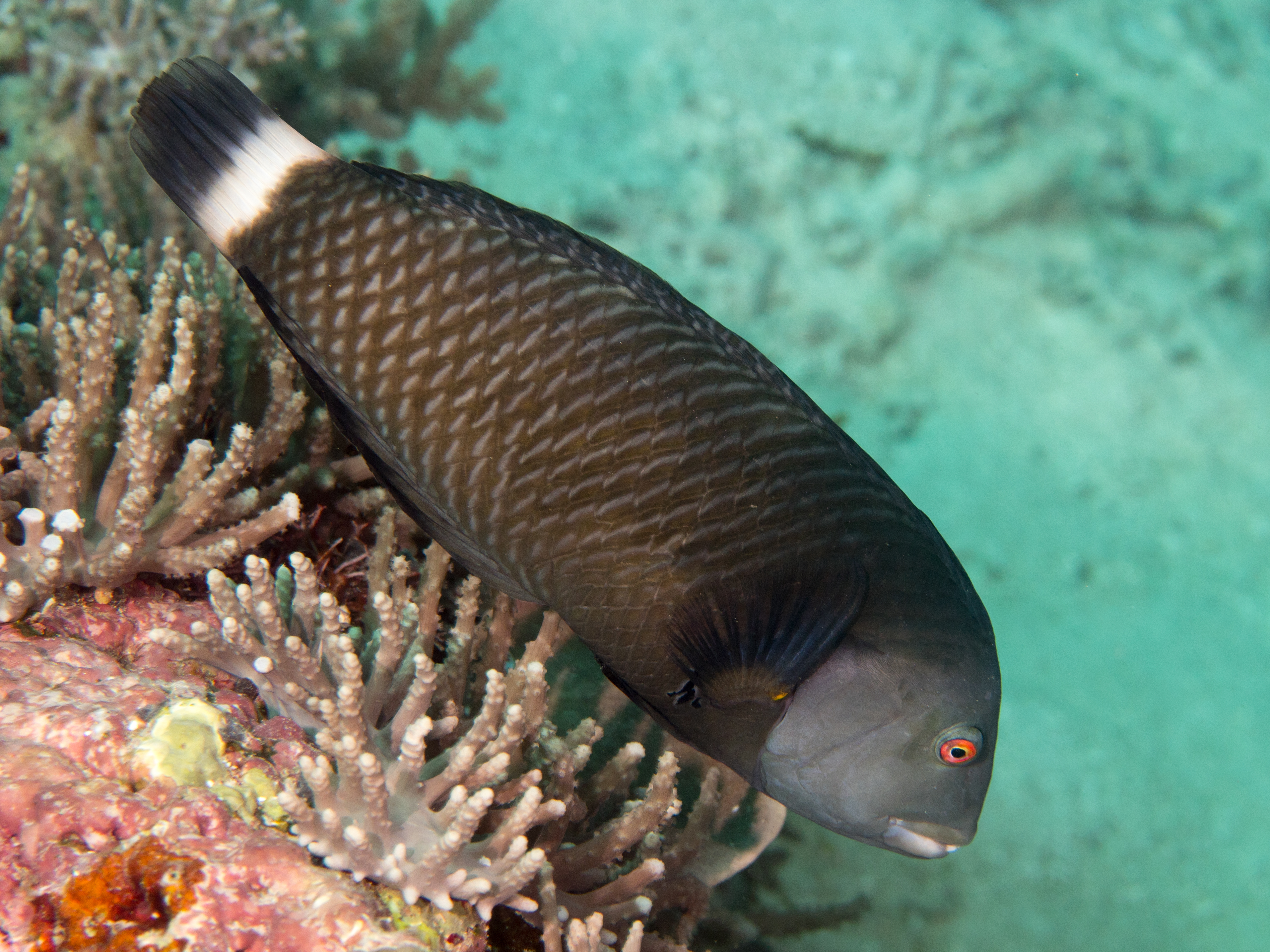
雄成魚
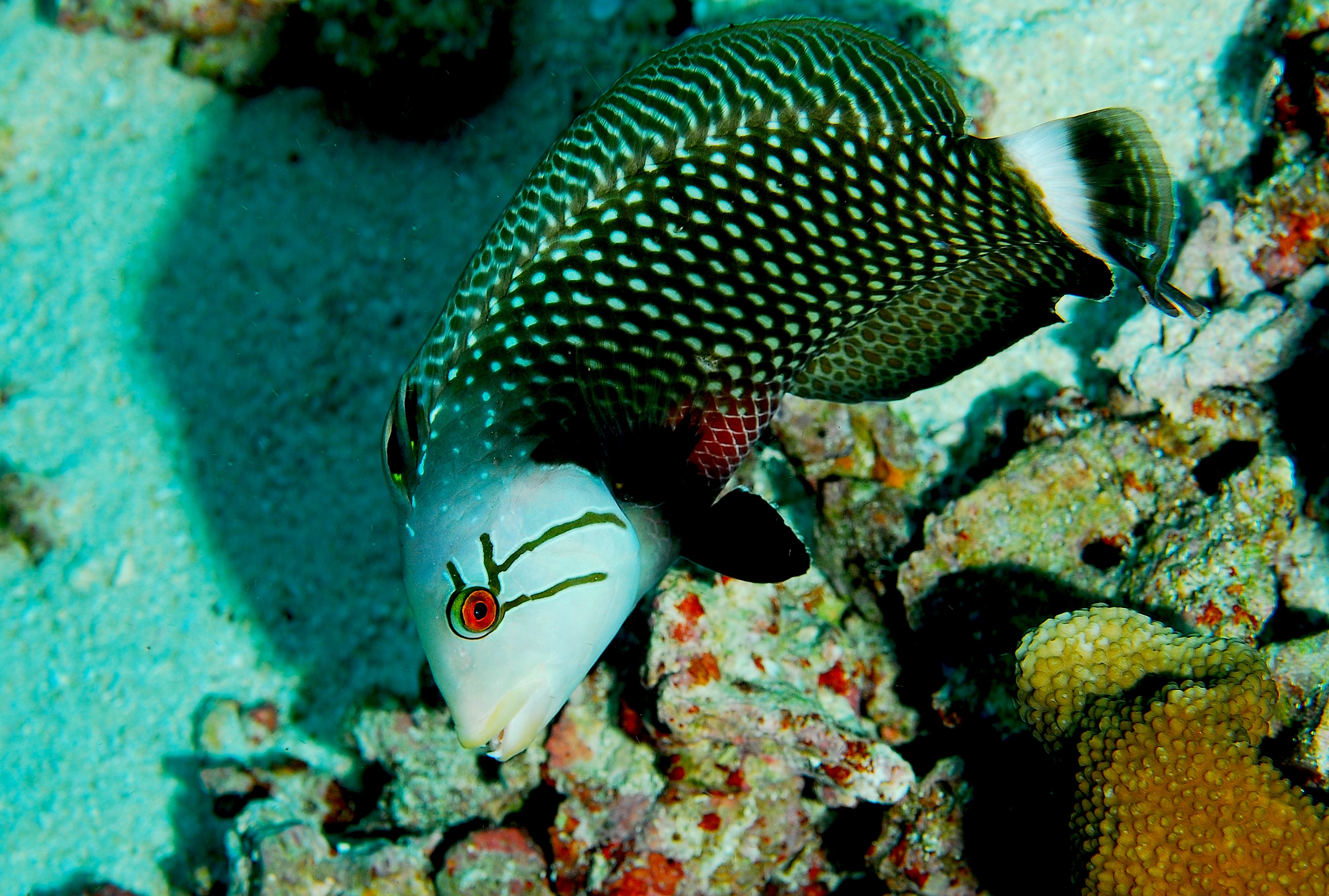
雌成魚